# Amphoe Sawaeng Ha
Amphoe Sawaeng Ha (Thai อำเภอ แสวงหา, Aussprache: [ʔāmpʰɤ̄ː sàwɛ̌ːŋ hǎː]) ist der nördlichste Landkreis (Amphoe) der Provinz Ang Thong. Die Provinz Ang Thong liegt in der Mitte der Zentralregion von Thailand.

## Geographie
Benachbarte Distrikte (von Norden im Uhrzeigersinn): die Amphoe Khai Bang Rachan und Tha Chang in der Provinz Sing Buri, Amphoe Pho Thong der Provinz Ang Thong sowie die Amphoe Si Prachan, Sam Chuk und Doem Bang Nang Buat der Provinz Suphan Buri.

## Geschichte
Im Norden von Sawaeng Ha befindet sich die alte Siedlung Ban Khu Mueang, die aus der Dvaravati-Periode stammt.
Der Tambon Sawaeng Ha wurde bereits in den Königlichen Chroniken von Ayutthaya erwähnt.
1945 war die Gegend um den Tambon Si Bua Thong sehr ländlich, dichter Dschungel befand sich zwischen den Provinzen von Suphan Buri und Sing Buri, weshalb sich hier häufig Kriminelle versteckten. Die Regierung stellte im Tambon Sawaeng Ha eine Polizeitruppe zusammen, welche sie vertreiben konnte. 
Sawaeng Ha wurde am 1. Januar 1948 zunächst als „Zweigkreis“ (King Amphoe) eingerichtet, indem fünf Distrikte vom Amphoe Pho Thong abgetrennt wurden.
Im Jahr 1956 wurde er zum Amphoe heraufgestuft.

## Sehenswürdigkeiten
- In Ban Khu Mueang im Tambon Huai Phai entdeckten Archäologen Ruinen einer antiken Stadt, die möglicherweise bereits zur Dvaravati-Zeit existierte.
- Wat Ban Phran – buddhistischer Tempel (Wat) im Tambon Si Phran, der bereits Ende der Sukhothai-Periode gegründet wurde.

## Verwaltung

### Provinzverwaltung
Der Landkreis Sawaeng Ha ist in sieben Tambon („Unterbezirke“ oder „Gemeinden“) eingeteilt, die sich weiter in 61 Muban („Dörfer“) unterteilen.
| Nr. | Name         | Thai    | Muban | Einw. |
| --- | ------------ | ------- | ----- | ----- |
| 01. | Sawaeng Ha   | แสวงหา  | 14    | 8.934 |
| 02. | Si Phran     | ศรีพราน  | 06    | 2.535 |
| 03. | Ban Phran    | บ้านพราน | 10    | 4.895 |
| 04. | Wang Nam Yen | วังน้ำเย็น | 09    | 6.618 |
| 05. | Si Bua Thong | สีบัวทอง  | 11    | 6.852 |
| 06. | Huai Phai    | ห้วยไผ่   | 05    | 2.778 |
| 07. | Chamlong     | จำลอง   | 06    | 2.308 |

### Lokalverwaltung
Es gibt zwei Kommunen mit „Kleinstadt“-Status (Thesaban Tambon) im Landkreis:
- Phet Mueang Thong (Thai: เทศบาลตำบลเพชรเมืองทอง) bestehend aus Teilen des Tambon Sawaeng Ha.
- Sawaeng Ha (Thai: เทศบาลตำบลแสวงหา) bestehend aus Teilen des Tambon Sawaeng Ha.

Außerdem gibt es sechs „Tambon-Verwaltungsorganisationen“ (องค์การบริหารส่วนตำบล – Tambon Administrative Organizations, TAO)
- Si Phran (Thai: องค์การบริหารส่วนตำบลศรีพราน) bestehend aus dem kompletten Tambon Si Phran.
- Ban Phran (Thai: องค์การบริหารส่วนตำบลบ้านพราน) bestehend aus dem kompletten Tambon Ban Phran.
- Wang Nam Yen (Thai: องค์การบริหารส่วนตำบลวังน้ำเย็น) bestehend aus dem kompletten Tambon Wang Nam Yen.
- Si Bua Thong (Thai: องค์การบริหารส่วนตำบลสีบัวทอง) bestehend aus dem kompletten Tambon Si Bua Thong.
- Huai Phai (Thai: องค์การบริหารส่วนตำบลห้วยไผ่) bestehend aus dem kompletten Tambon Huai Phai.
- Chamlong (Thai: องค์การบริหารส่วนตำบลจำลอง) bestehend aus dem kompletten Tambon Chamlong.